# Oxyopes brachiatus
Oxyopes brachiatus är en spindelart som beskrevs av Simon 1910. Oxyopes brachiatus ingår i släktet Oxyopes och familjen lospindlar. Inga underarter finns listade i Catalogue of Life.